# 마토 네레틀랴크
마토 네레틀랴크(크로아티아어: Mato Neretljak, 1979년 6월 3일 ~ )는 은퇴한 보스니아 헤르체고비나계 크로아티아인의 전 축구 선수로, 유고슬라비아 사회주의 연방공화국(현재 보스니아 헤르체고비나) 오라셰 출생이다.

## 클럽 경력
2000년 NK 오시예크에서 프로 생활을 시작하였고, 2002년 HNK 하이두크 스플리트로 이적하여 3시즌동안 활약하였다. 특히 니코 크란차르가 HNK 하이두크 스플리트로 이적한 이후에는 NK 디나모 자그레브로의 이적설이 제기되기도 하였지만, 성사되지는 않았다. 2005년 K리그의 수원 삼성 블루윙즈로 이적하여, 빼어난 활약을 선보이며 2005년 푸마 스투 베스트 11에 선정되었다. 시즌 중에 코뼈가 부러지는 부상을 당하자, 안면 보호용 마스크를 쓰고 출전을 강행하는 투혼을 보여주기도 하였다. 2006년, 2007년, 2008년 세 시즌 연속으로 K리그 베스트 11에 선정되었으며, 2007년 '공격수가 뽑은 수비수 상'을 수상하였다.
2007년 11월, 마토는 수원 삼성 블루윙즈와 3년 재계약에 합의하였으며, 2008년 K리그와 K리그 컵대회 우승에 큰 공헌을 한 뒤 국가대표팀으로의 재발탁에 대한 열망을 나타내며 유럽 무대로의 복귀의 의사를 내비쳤지만, 2009년 장외룡 감독이 지휘봉을 잡은 일본 J리그의 오미야 아르디자로 이적하였다. 계약 기간은 2년이었다. 2010년 11월 25일 오미야와의 계약 기간이 만료 된 후 팀을 떠났다.
12월 10일, 수원 삼성 블루윙즈로의 복귀가 구단을 통해 공식 발표되었다. 그의 첫 경기는 2011년 3월 2일 시드니와의 AFC 챔피언스리그 경기였다. 2011년 3월 12일 광주 FC와의 홈 개막전에서는 0-1로 끌려가던 후반 30분, 프리킥으로 동점골을 뽑아내었고, 이어 5분 후 페널티킥으로 추가골을 넣으며 2-1 역전 승리를 이끌었다. 2011년 4월 10일 전북 현대 모터스와의 경기에서 외국인 선수로서는 드물게 주장 완장을 차고 출전하였다. 경기는 1-1 무승부로 끝났다.
2011년 12월 계약기간이 1년 남아있었지만 경기력이 예전만 못하다는 판단에 따라 크로아티아 HNK 하이두크 스플리트로 이적되었다.
그 후, 2012시즌에는 리예카로 이적하였고, 2014 시즌 중 자다르로 임대 이적하였으며, 2014 시즌을 끝으로 은퇴하였다.

 종종 수원 삼성 경기에 은퇴 후 에이전트로 활동중인 이싸빅과 함께 나타나곤 한다.

## 국가대표 경력
2001년 4월 25일 바라주딘에서 열린 그리스와의 친선경기에서 후반전에 교체 투입되어 크로아티아 국가대표팀에 데뷔하였지만, 그 뒤 2년간 국가대표팀과는 인연이 없었다. 2003년 11월 15일 자그레브에서 열린 UEFA 유로 2004 예선에서 슬로베니아와의 플레이오프 경기에서 두 번째로 출전하였고, 그 경기에서 국가대표팀에서는 처음으로 90분 풀타임을 소화하였다. 그는 2004년 2월 18일 스플리트에서 열린 독일과의 친선경기에서 A매치 첫 득점을 올렸고, UEFA 유로 2004에서는 오토 바리치 감독이 지휘봉을 잡은 대표팀 명단에 포함되었지만 경기에 출전하지는 못하였다. 2006년 홍콩에서 열린 칼스버그컵에 선발되어, 1월 29일 2006년 FIFA 월드컵을 앞둔 대한민국과 경기를 갖기도 하였다.

## 플레이 스타일
191cm의 장신에 당당한 체구를 자랑하며, 스피드는 빠른편이 아니지만 장신을 이용한 대인마크로 커버하며 공중 볼 쟁탈은 물론 공격수 제지 능력까지도 탁월한 면을 보여 '통곡의 벽'이라는 별명을 얻었다. 뿐만 아니라, 정확함과 파괴력을 모두 갖춘 왼발 킥으로 인하여 팀의 페널티킥과 장거리 프리킥을 전담하며, 세트피스 상황에서는 신체조건과 높은 도약을 이용한 헤딩으로 적잖은 득점을 뽑아내는 등 공격적인 면에서도 위력을 발휘한다.

## 기록

### 클럽 출전
2011년 3월 20일 기준
| 클럽                  | 리그           | 시즌    | 리그 | 리그 | 국내 컵 | 국내 컵 | 리그 컵 | 리그 컵 | 대륙 대회 | 대륙 대회 | 통산 | 통산 |
| 클럽                  | 리그           | 시즌    | 출장 | 득점 | 출장    | 득점    | 출장    | 득점    | 출장      | 득점      | 출장 | 득점 |
| --------------------- | -------------- | ------- | ---- | ---- | ------- | ------- | ------- | ------- | --------- | --------- | ---- | ---- |
| HNK 오라치예          | 1부 리그       | 1999-00 |      |      |         |         | -       | -       | -         | -         |      |      |
| NK 오시예크           | 프르바 HNL     | 2000-01 | 24   | 2    |         |         | -       | -       | 6         | 1         |      |      |
| NK 오시예크           | 프르바 HNL     | 2001-02 | 23   | 1    |         |         | -       | -       | 6         | 0         |      |      |
| HNK 하이두크 스플리트 | 프르바 HNL     | 2002-03 | 30   | 2    |         |         | -       | -       | 4         | 0         |      |      |
| HNK 하이두크 스플리트 | 프르바 HNL     | 2003-04 | 29   | 1    |         |         | -       | -       | 6         | 1         |      |      |
| HNK 하이두크 스플리트 | 프르바 HNL     | 2004-05 | 29   | 1    |         |         | -       | -       | 2         | 0         |      |      |
| 수원 삼성 블루윙즈    | K리그          | 2005    | 20   | 5    | 3       | 0       | 11      | 5       | 5         | 0         | 39   | 10   |
| 수원 삼성 블루윙즈    | K리그          | 2006    | 26   | 3    | 5       | 1       | 11      | 1       | -         | -         | 42   | 5    |
| 수원 삼성 블루윙즈    | K리그          | 2007    | 24   | 3    | 2       | 1       | 11      | 4       | -         | -         | 37   | 8    |
| 수원 삼성 블루윙즈    | K리그          | 2008    | 21   | 0    | 1       | 0       | 8       | 0       | -         | -         | 30   | 0    |
| 오미야 아르디자       | J리그 디비전 1 | 2009    | 33   | 8    | 2       | 2       | 5       | 2       | -         | -         | 40   | 12   |
| 오미야 아르디자       | J리그 디비전 1 | 2010    | 26   | 3    | 1       | 0       | 3       | 0       | -         | -         | 30   | 3    |
| 수원 삼성 블루윙즈    | K리그          | 2011    | 3    | 2    | 0       | 0       | 0       | 0       | 2         | 0         | 5    | 2    |
| 통산                  | 통산           | 통산    | 277  | 31   |         |         | 49      | 12      | 31        | 2         |      |      |

### 국가대표 골
| # | 일정            | 장소                 | 상대 | 득점  | 결과  | 경기 형식 |
| - | --------------- | -------------------- | ---- | ----- | ----- | --------- |
| 1 | 2004년 2월 18일 | 크로아티아, 스플리트 | 독일 | 1 - 1 | 1 - 2 | 친선 경기 |

## 수상

### 클럽

#### HNK 하이두크 스플리트
- 프르바 HNL 우승: 2003-04
- 프르바 HNL 준우승: 2002-03
- 크로아티아 컵 우승: 2002-03
- 크로아티아 슈퍼컵 우승: 2004
- 크로아티아 슈퍼컵 준우승: 2003

#### 수원 삼성 블루윙즈
- K리그 우승: 2008
- K리그 준우승: 2006
- FA컵 준우승: 2006
- K리그 컵 우승: 2005, 2008년
- 대한민국 슈퍼컵 우승: 2005
- A3 챔피언스컵 우승: 2005

### 개인
- K리그 베스트 11: 2006, 2007, 2008
- 푸마 스투 베스트 11: 2005
- 공격수가 뽑은 수비수 상: 2007

## 그 외
- 마토는 다수의 크로아티아 대표팀 선수들과 개인적 친분을 갖고 있으며, 특히 다리오 시미치와 가장 절친한 것으로 알려져 있다.[17]

- 수원에서 뛰던 시절 당시 활약상으로 인해 통곡의 벽이라는 별명을 얻기도 했다.[18]